# Giuseppe Cantone
Giuseppe Cantone (Rezzato, 1660 circa – Brescia, inizio 1718) è stato uno scultore e architetto italiano.
Molto noto all'epoca come realizzatore di altari, si forma nella bottega paterna per poi affermarsi a Brescia con due importanti incarichi: direttore alle opere lapidee del Duomo nuovo ed esecutore della facciata della chiesa dei Santi Faustino e Giovita, sua opera maggiore. Varie sono anche le opere realizzate nella provincia.

## Biografia
Figlio di Giovanni Antonio, lapicida di Rezzato con bottega fiorente attorno alla metà del Seicento, nell'infanzia prosegue verosimilmente l'attività paterna, formandosi professionalmente nel campo della scultura generica, principalmente nella progettazione e realizzazione di altari. Nel 1680, ormai acquisita notorietà, riceve il prestigioso incarico di assistere alle opere lapidee nel cantiere del Duomo nuovo di Brescia. In questo contesto realizza anche l'altare dei Santi Faustino e Giovita, oggi altare dell'Angelo Custode, sulla testata della navata destra del Duomo. Dal 1690 al 1695 lo si trova nel cantiere della chiesa dei Santi Faustino e Giovita per la decorazione dell'altare del Santissimo Sacramento, per il quale progetta la mensa e la balaustra antistante. Nel 1693, inoltre, è a Bagnolo Mella per la costruzione dell'altare di Sant'Antonio da Padova nella chiesa parrocchiale. Nel 1698 lo si ritrova a Brescia, dove sottoscrive il contratto per il rifacimento dell'altare maggiore della chiesa di Sant'Afra, oggi chiesa di Sant'Angela Merici. Probabilmente nello stesso periodo esegue anche l'altare maggiore della chiesa dei Santi Cosma e Damiano. Fra il 1699 e il 1705, ormai quarantenne, realizza la sua opera maggiore: la facciata della chiesa dei Santi Faustino e Giovita. Nel 1706 è a Lumezzane per redigere il progetto di restauro della Torre Avogadro, ma lo si ritrova anche a Brescia in alcuni lavori di restauro alla chiesa di San Francesco di Paola. Torna infine al cantiere del Duomo nuovo nei disegni del cornicione superiore della facciata, datati 1712. Nel 1716 è ancora in provincia, a Lonato del Garda, dove esegue l'altare di San Bartolomeo per la chiesa parrocchiale. Nei primi mesi del 1718 risulta deceduto, poiché l'incarico di direttore dei lavori lapidei al Duomo viene ceduto al nipote e collaboratore Giovanni Antonio Biasio.

## Opere

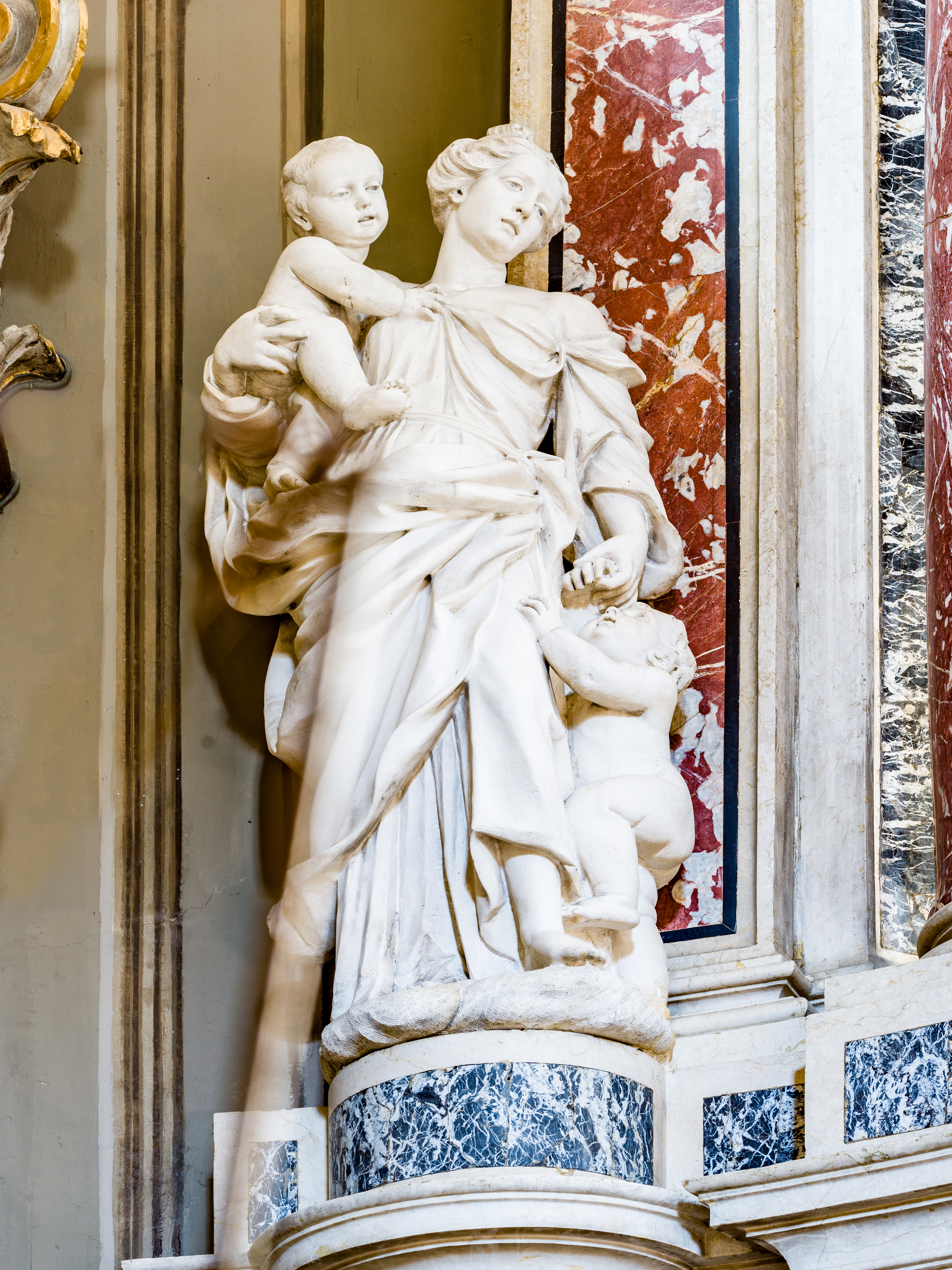
Allegoria della carità nella chiesa della Visitazione a Salò.
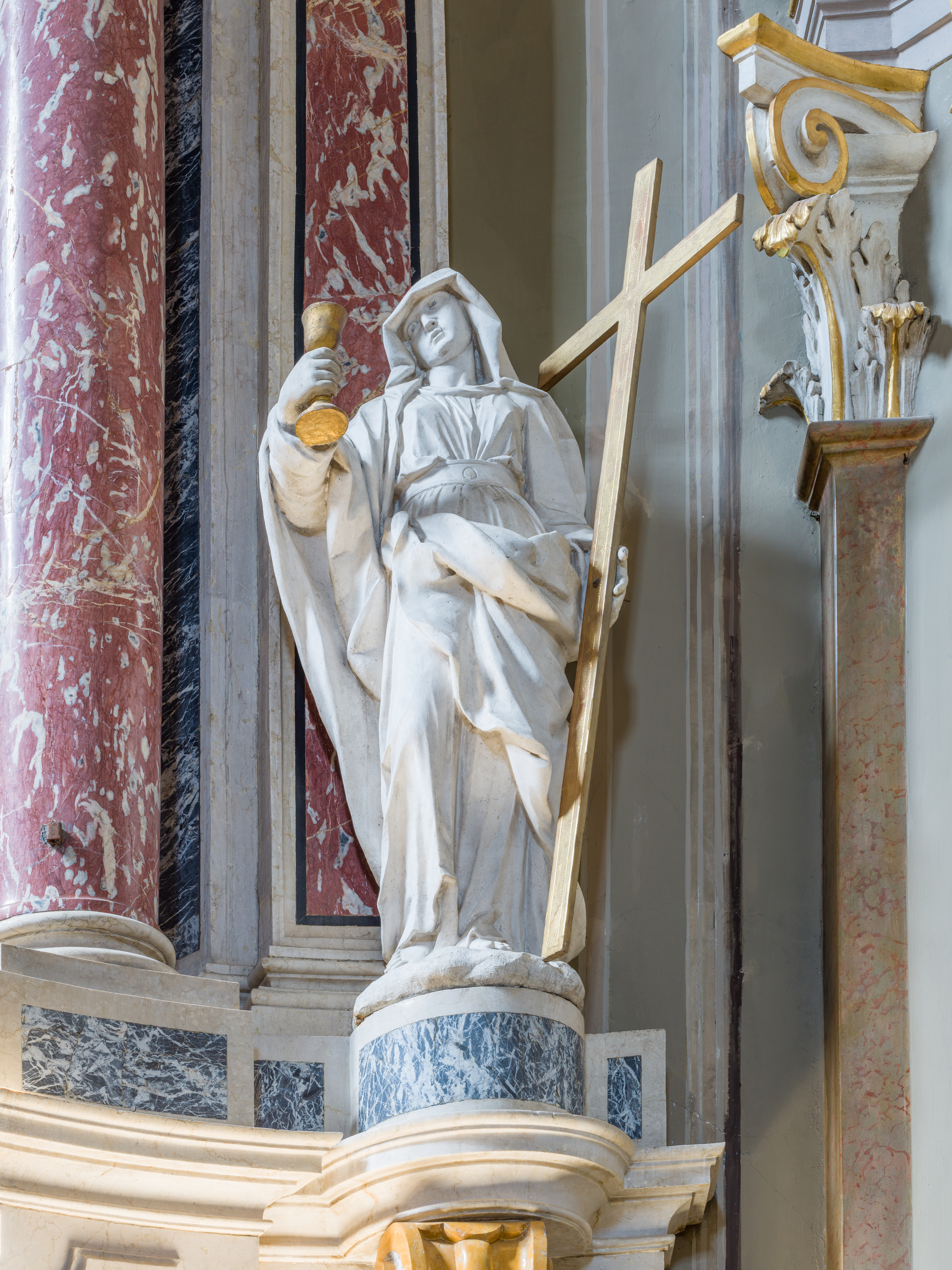
Allegoria della Fede nella Chiesa della Visitazione a Salò.

Principalmente dedito alla sua attività di progettista e costruttore di altari barocchi, lo si rileva nei documenti dell'epoca sostanzialmente per questo tipo di interventi. La maggior parte delle opere da lui eseguite sono giunte fino a noi, tranne l'altare della chiesa di Sant'Afra, oggi Sant'Angela Merici, che durante la seconda guerra mondiale fu bombardata con la conseguente distruzione degli interni, e i lavori alla chiesa di San Francesco di Paola, a sua volta demolita nell'Ottocento. La sua opera maggiore, come detto, resta la facciata per la chiesa dei Santi Faustino e Giovita a Brescia, che il Cantone arrivò a curare personalmente nei particolari decorativi, ad esempio le finiture del frontone, i vari pinnacoli, i motivi vegetali e le volute laterali. Da ricordare inoltre la sua opera al Duomo nuovo che, per quanto non rilevabile direttamente, si colloca a monte di tutte le opere lapidee eseguite al suo interno per quasi quarant'anni.